# Elisabeth Schiemann
Elisabeth Schieman (15 d'agost de 1881 - 3 de gener de 1972) va ser una genetista alemanya, investigadora i combatent a la resitència al Tercer Reich.

## Antecedents i educació
Elisabeth Schiemann va nàixer a Vijandi, Estonia, que en aquell moment formava par de Livonia en l'imperi Rus. El seu pare fou l'historiador Theodor Schiemann, a partir de 1887 va viure a Berlín. Va formar part de la primera generació de dones en Alemanya que se lis va permetre estudiar i seguir carreres independents com acadèmiques, encara que en un principi estaven limitades.
Va assistir a un seminari per a professors a París i es va quedar durant uns anys per estudiar l'idioma. Posteriorment, va treballar durant anys com a mestra en una escola de xiquetes. A partir de 1908 estudià en la Universitat de Berlin i va obtindré el seu doctorat allí en el 1912 amb una tesi sobre les mutacions en Aspergillus niger; el seu supervisor va ser Erwin Baur.

## Botànica

### Carrera acadèmica
De 1914 a 1931 fou assistent en el Institut de Genètica de la Universitat d'agricultura de Berlin, de la que fou director Baur. Es va especialitzar en el 1924 amb una tesi sobre la genètica de la civada en hivern i estiu. Com a docent (Privatdozentin) en la Universitat Agrícola donà una conferència sobre la ciència i la biologia de la reproducció de llavors, encara que el seu camp real de investigació fou la historia de les plantes cultivades.
De 1931 a 1934  Schiemann treballà com a científic visitant en l'institut botànic de Berlín-Dahlem. Durant aquest període es va interessar en la investigació arqueològica en el cultiu de collites. El seu llibre Entstehung der Kulturplanzen (origen de les plantes cultivades) es va publicar en el 1932, convertint-se en una obra referència en el camp de les plantes cultivades i li donaria el reconeixement internacional. En el 1943 va publicar un tratat fonamental sobre la seua nova investigació baix el mateix nom en la revista Ergebnisse der Biologie (Avanços en Biologia). En el 1931, també es va convertir en membre de la facultat en la Universitat de Berlin. Schiemann es va posicionar en contra de la política racial del nacionalsocialisme i el pseudo-darwinisme, en contra de la persecució dels Jueus i l'abolició del sistema multipartidista. Açò li va suposar un conflicte amb el règim i en el 1940 després d'una denuncia i la controvèrsia sobre el seu lloc de professora, la venia legendi fou retirada.
En el 1943, Elisabeth Schiemann es va fer càrrec de la gestió d'un departament de historia de cultius independent en el recent fundat Kaiser-Wilhelm-Institut für Kulturpflanzenforschung (Kaiser-Wilhelm Institut d'Investigació de Plantes de cultius; ara el Leibniz-Institut für Pflanzengenetik und Kulturpflanzenforschung  [ de ], una divisió de l'Associació Leibniz)en la secció Tuttenhof de Viena. En 1946 va rebre una càtedra en la Universitat de Berlin que va tornar a obrir, allí va ensenyar genètica i historia de cultius fins al 1949. Va ser capaç de continuar la seua investigació en locals improvisats. El 1948, el departament d'història de cultius juntament amb la seva contrapart a Berlín-Dahlem, encara es diu Kaiser-Wilhelm Institute, va ser transferit a la recentment fundada Deutsche Forschungshochschule (Universitat Alemanya de Recerca); després d'això es va dissoldre el 1953, Schiemann va continuar dirigint el departament com un centre d'investigació independent de la Societat Max Planck fins al seu retir el 1956, quan es va dissoldre el departament.

### Honors
Elisabeth Schiemann va rebre diversos premis pel seu treball científic. El 1953 es va convertir en membre científic de la Societat Max Planck. El 1945 va rebre la Creu del Mèrit de l'ordre del Mèrit de la República Federal Alemana. El mateix any es va convertir en membre honorari de la Societat botànica de França, el 1956 membre de la Leopoldina. El 1959, la Leopoldina li va atorgar la placa de Darwin (única dona de 18 científics). El 1962 va rebre un doctorat honorífic per la facultat agrícola de la Universitat Tècnica de Berlín: la primera dona en rebre aquest honor. El 2003, en Falkenberg (Berlin) es va nomenar un carrer en el seu honor: Elisabeth-Schiemann-Strasse.

## Activitats de resistència
Elisabeth Schiemann va parlar activament dels perseguits pel règim Nazi. Va pertànyer a una xarxa de dones que incloïa, entre d'altres, a la membre de la resistència i pastora Elisabeth Schmitz. Al costat de Schmitz, Elisabeth i la seua germana Gertrude van ser membres de l'Església confessora de Dahlem (Berlín).
Elisabeth Schiemann es va dedicar a escriure als ministres i pastors de L'església Confessora, instant-los a ser més sincers en la condemna del règim Nazi i als ministres governamentals que protestaven pel tractament dels jueus emigrats. Va ajudar a les germanes Valerie i Andrea Wolffenstein a evadir-se de la deportació i va denfensar col·legues jueus que assistien a simposis científics.
Va mantindre una estreta amistat amb la física Lise Meitner, que havia escapat al juliol de 1938. Això es posa de manifest per una extensa correspondència conservada durant dècades. Després de la Segona Guerra Mundial, hi va haver un conflicte entre les dues a causa de la manca de resistència contra el règim Nazi entre la població alemanya i la importància de fer front al passat Nazi.
El 16 de desembre de 2014, el Iad va-Xem la va honrar com a Justa entre les Nacions

## Mort
Schiemann va morir a Berlín i va ser enterrada al cementeri de l'església del poble de Dahlem.